# قلب‌ها در دریا
قلب‌ها در دریا (ایتالیایی: Cuori sul mare) فیلمی به کارگردانی جورجو بیانکی است که در سال ۱۹۵۰ منتشر شد.

## بازیگران
- دوریس دولینگ
- ژاک سرنا
- میلی ویتاله
- چارلز وانل
- مارچلو ماسترویانی
- سوفیا لورن
- میمی آیلمر
- انتسو بیلیوتی
- گوالتیه‌رو تومیاتی